# Matisa
Matisa, oder Matisa Matérial Industriel S.A., ist ein Schweizer Hersteller von Gleisbaumaschinen.
Hergestellt werden: Stopfmaschinen, Streckenstopfmaschinen, Gleisbauzüge, Portalkräne, Bettungsreinigungsmaschinen, Schotterplaniermaschinen, Messzüge, Weichentransportwagen.

## Geschichte
Das Unternehmen wurde 1945 von Constantin Sfezzo gegründet. Im März 1976 organisierten die Beschäftigten und der Christliche Metallarbeiter-Verband (CMV) den grössten Streik in der Schweizer Maschinenindustrie nach dem Zweiten Weltkrieg, als 50 Mitarbeitern gekündigt und verschiedene Verschlechterungen eingeführt worden waren. Der Streik wurde von zwei Dritteln der Belegschaft befolgt. Die Gewerkschaft SMUV beschloss darauf den Streik zu unterstützen, worauf Matisa nachgab und einem Kompromiss zustimmte. Heute zählt Matisa mit Plasser & Theurer zu den Marktführern bei Stopfmaschinen. Die Firma besitzt Niederlassungen in Frankreich, Deutschland, Italien, Spanien, Großbritannien, Brasilien und Japan.

## Maschinen

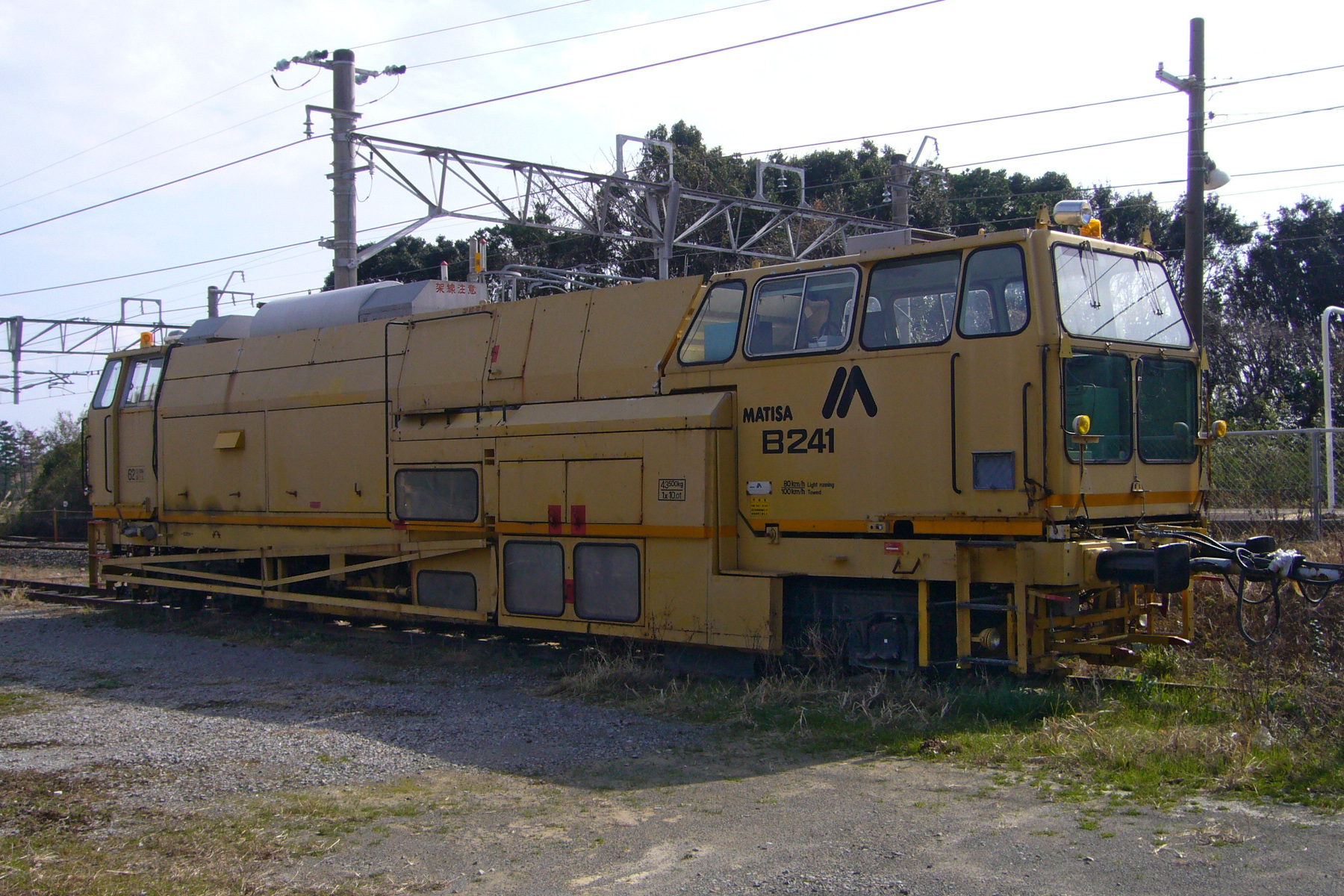
Matisa В241
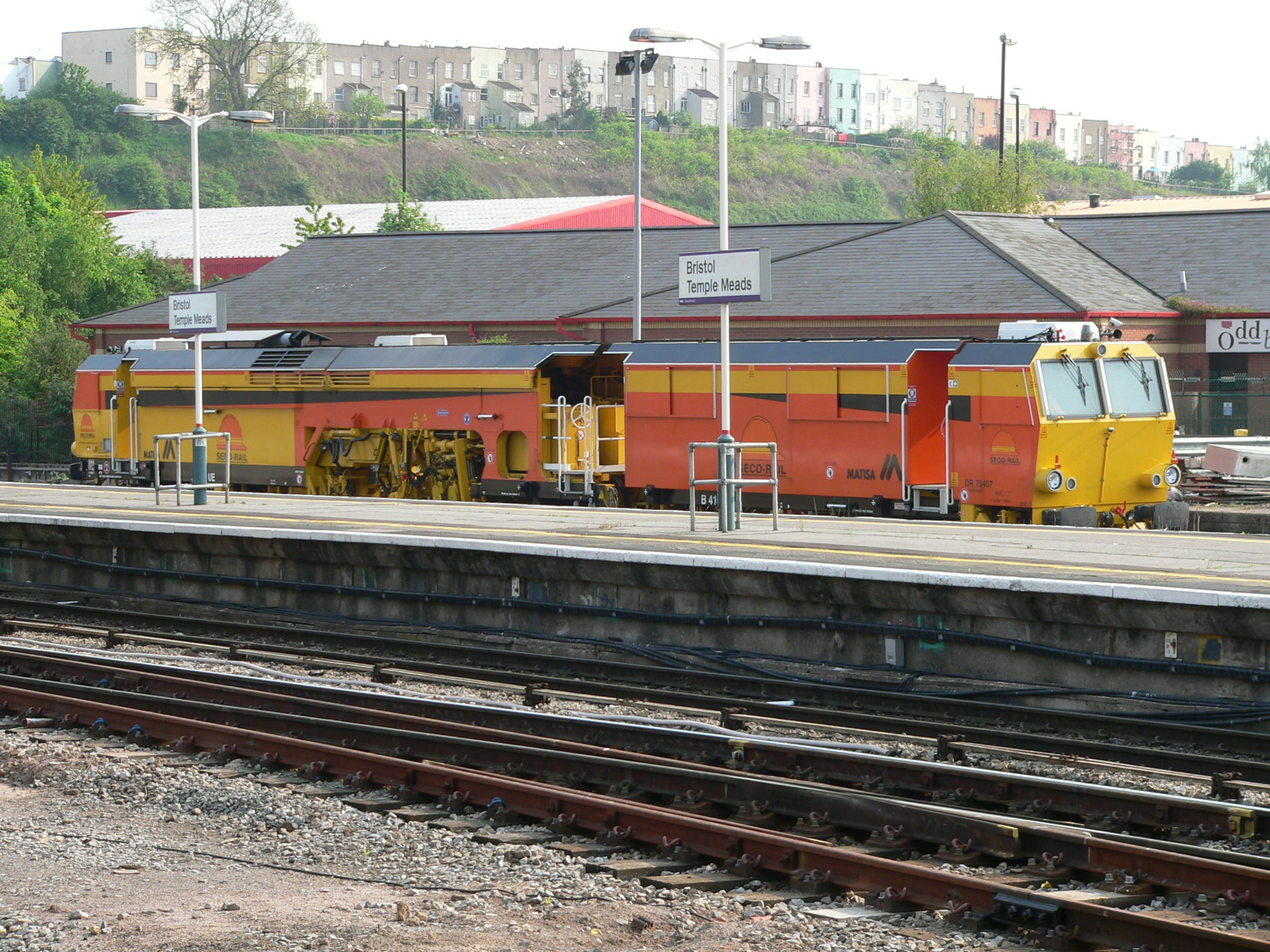
Matisa В41
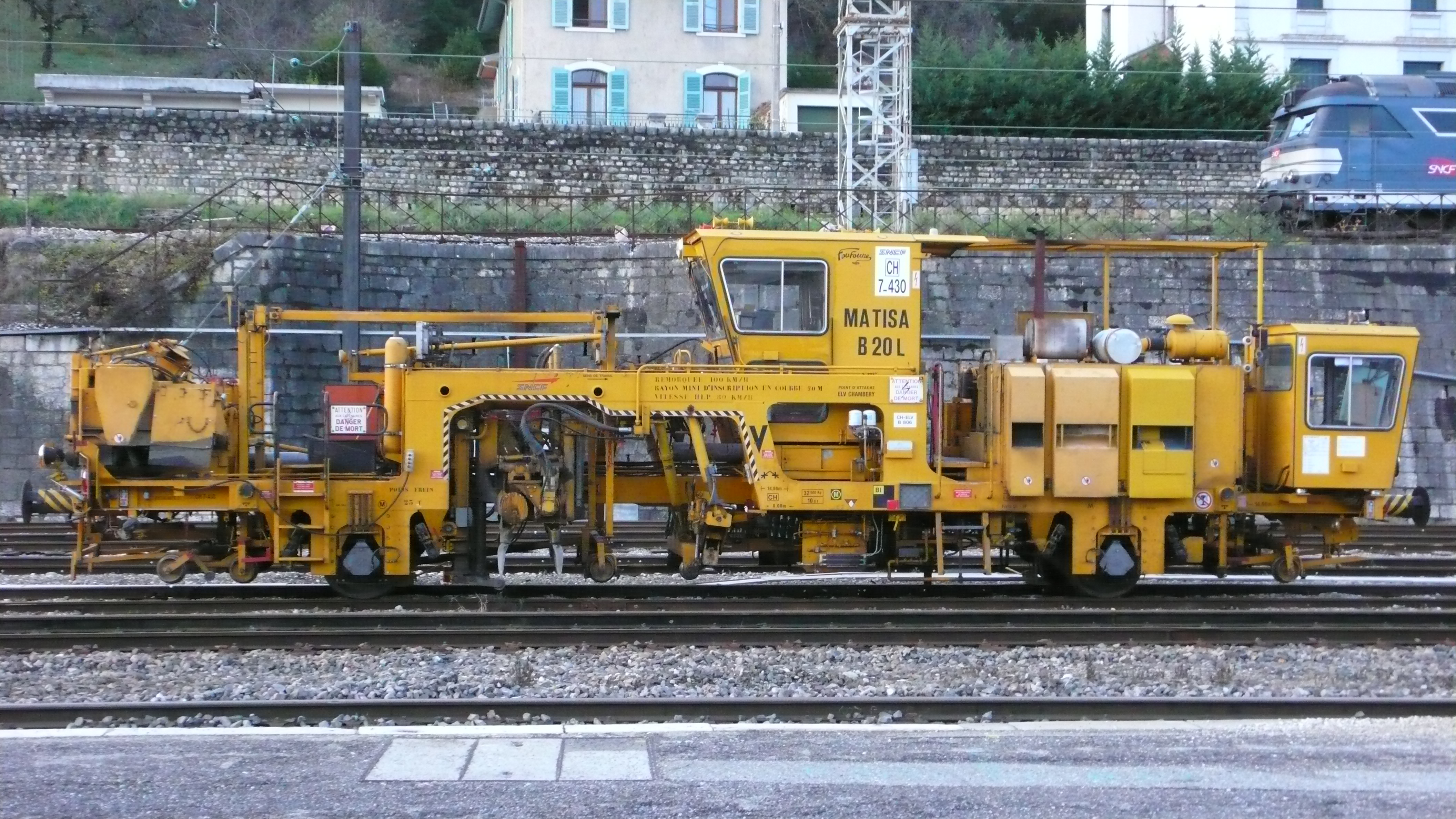
Matisa B20L